# Skräddargården
Skräddargården är en hembygdsgård i Stumsnäs, Rättviks socken och kommun i Österdalarna.